# Condado de Delta (Míchigan)
El condado de Delta (en inglés: Delta County), fundado en 1843, es un condado del estado estadounidense de Míchigan. En el año 2000 tenía una población de 38.520 habitantes con una densidad de población de 13 personas por km². La sede del condado es Escanaba.

## Geografía
Según la oficina del censo el condado tiene una superficie total de 5159 km² (1991,9 mi²), de los que 3030 km² (1169,9 mi²) son tierra y 2129 km² (822 mi²) (41,25%) son agua. Al sur se encuentra el lago Míchigan.

### Condados adyacentes
- Condado de Alger - norte
- Condado de Schoolcraft - este
- Condado de Menominee - oeste
- Condado de Marquette - noroeste

### Principales carreteras y autopistas
- U.S. Autopista 2
- U.S. Autopista 41
- Carretera estatal 35
- Carretera estatal 69
- Carretera estatal 183
- Carretera del condado 13
- Carretera forestal estatal 13

### Espacios protegidos
En este condado se encuentra parte del bosque nacional de Hiawatha.

## Demografía
Según el censo del 2000 la renta per cápita media de los habitantes del condado era de 35.511 dólares y el ingreso medio de una familia era de 45.079 dólares. En el año 2000 los hombres tenían unos ingresos anuales 37.057 dólares frente a los 22.368 dólares que percibían las mujeres. El ingreso por habitante era de 18.667 dólares y alrededor de un 9,50% de la población estaba bajo el umbral de pobreza nacional.

## Lugares

### Ciudades
- Escanaba
- Gladstone

### Villas
- Garden

### Comunidades no incorporadas
- Bark River
- Fayette
- Garden Corners
- Isabella
- Schaffer
- Rapid River

### Municipios
| - Municipio de Baldwin - Municipio de Bark River - Municipio de Bay de Noc - Municipio de Brampton - Municipio de Cornell | - Municipio de Ensign - Municipio de Escanaba - Municipio de Fairbanks - Municipio de Ford River - Municipio de Garden | - Municipio de Maple Ridge - Municipio de Masonville - Municipio de Nahma - Municipio de Wells |